# YESTERDAY MY LOVE
『YESTERDAY MY LOVE』（イエスタデイ・マイ・ラブ）は、田原俊彦の14枚目のオリジナル・アルバム。1987年5月21日に、キャニオン・レコード / NAVから発売された。

## 背景
キャッチコピーは『何故か君だけは 逢いたくても逢えない人だね…』。
前作『目で殺す』から約5か月ぶりのオリジナル・アルバムとしてリリースされ、前作とは打って変わってロック主体のサウンドから、ダンス・ミュージックとシティ・ポップを合わさったような作品となっており、女性作詞家を起用し、全曲通して、筒美京平が作曲を担当した。

## リリース
1987年5月21日に、キャニオン・レコードのNAVレーベルから、LPレコードとCT、CDの3形態で発売された。

## 批評
| 専門評論家によるレビュー | 専門評論家によるレビュー |
| レビュー・スコア         | レビュー・スコア         |
| 出典                     | 評価                     |
| ------------------------ | ------------------------ |
| CDジャーナル             | 肯定的                   |

『CDジャーナル』は、「シティ・センスあふれたダンサブルな構成」と指摘し「アイドル生活8年目に入ってますますファッショナブルな田原だ」と肯定的な評価をしている。

## 収録曲

### LPレコード/CT
| 全作曲: 筒美京平、全編曲: 中村哲。 |                                 |           |            |      |
| #                                  | タイトル                        | 作詞      | 作曲・編曲 | 時間 |
| 1.                                 | 「Wall -閉ざされた愛-」         | 松本一起  | 筒美京平   | 4:36 |
| 2.                                 | 「もっとミステリー -消えた女-」 | 前川由佳  | 筒美京平   | 3:37 |
| 3.                                 | 「夏の幻」                      | 前川由佳  | 筒美京平   | 3:14 |
| 4.                                 | 「アントニオのBar」             | 澤地隆    | 筒美京平   | 4:02 |
| 5.                                 | 「二度とない偶然」              | 松本一起  | 筒美京平   | 4:14 |
| 合計時間:                          | 合計時間:                       | 合計時間: | 19:43      |      |

| 全作曲: 筒美京平、全編曲: 中村哲。 |                            |           |            |      |
| #                                  | タイトル                   | 作詞      | 作曲・編曲 | 時間 |
| 1.                                 | 「盗聴」                   | 三浦徳子  | 筒美京平   | 4:14 |
| 2.                                 | 「優しい嘘」               | 吉元由美  | 筒美京平   | 3:27 |
| 3.                                 | 「25階のプリズナー」       | 竜真知子  | 筒美京平   | 4:00 |
| 4.                                 | 「MAMIKO」                 | FUMIKO    | 筒美京平   | 4:04 |
| 5.                                 | 「彼女のワンダー・ランド」 | 竜真知子  | 筒美京平   | 4:53 |
| 合計時間:                          | 合計時間:                  | 合計時間: | 20:38      |      |

### CD
| 全作曲: 筒美京平、全編曲: 中村哲。 |                                 |           |            |      |
| #                                  | タイトル                        | 作詞      | 作曲・編曲 | 時間 |
| 1.                                 | 「Wall -閉ざされた愛-」         | 松本一起  | 筒美京平   | 4:36 |
| 2.                                 | 「もっとミステリー -消えた女-」 | 前川由佳  | 筒美京平   | 3:37 |
| 3.                                 | 「夏の幻」                      | 前川由佳  | 筒美京平   | 3:14 |
| 4.                                 | 「アントニオのBar」             | 澤地隆    | 筒美京平   | 4:02 |
| 5.                                 | 「二度とない偶然」              | 松本一起  | 筒美京平   | 4:14 |
| 6.                                 | 「盗聴」                        | 三浦徳子  | 筒美京平   | 4:14 |
| 7.                                 | 「優しい嘘」                    | 吉元由美  | 筒美京平   | 3:27 |
| 8.                                 | 「25階のプリズナー」            | 竜真知子  | 筒美京平   | 4:00 |
| 9.                                 | 「MAMIKO」                      | FUMIKO    | 筒美京平   | 4:04 |
| 10.                                | 「彼女のワンダー・ランド」      | 竜真知子  | 筒美京平   | 4:53 |
| 合計時間:                          | 合計時間:                       | 合計時間: | 40:21      |      |

## 参加ミュージシャン
- DRS : 山木秀夫, 青山純
- EB : 富倉安生, 伊藤広規
- EG : 今剛, 松下誠, 北島健二
- PF & SYNTH PLAY : 中村哲
- SYNTH OPERATOR : 藤井丈司, 松武秀樹, 迫田到
- TP : 兼崎順一
- TB : 早川隆章
- SAXES : 中村哲
- CHORUS : 木戸泰弘, 比山貴咏史, 大塚修司, 平塚文子